# Гамидов, Гамид Мустафаевич
Гами́д Мустафа́евич Гами́дов (6 июня 1954, Мекеги, Дагестанская АССР — 20 августа 1996, Махачкала) — российский общественный и государственный деятель. Занимал должность министра финансов Республики Дагестан, избирался депутатом Государственной Думы Российской Федерации 1-го и 2-го созывов.

## Биография

### Детство, юность
Родился 6 июня 1954 года в селе Мекеги Левашинского района ДАССР. По национальности — даргинец. Гамид занимался спортом — имел звание мастера спорта по вольной борьбе, отслужил срочную военную службу в рядах Советской Армии, а в 1977 году окончил экономический факультет Дагестанского государственного университета им. В. И. Ленина

### Общественная, политическая деятельность
Широкой общественности Гамидов стал известен в начале 1990 года, вначале, как основатель Эльбин Банка.
В 1992 году был назначен начальником Главного управления Центробанка РФ по Республике Дагестан.
В 1994 году был назначен руководителем Дагестанского отделения Сбербанка РФ. В декабре 1993 года был избран депутатом Государственной Думы России первого созыва по Буйнакскому одномандатному избирательному округу.
В декабре 1995 года был избран депутатом Государственной думы РФ, по Махачкалинскому одномандатному избирательному округу № 11. Будучи депутатом, Гамидов входил в депутатскую группу «Российские регионы», являлся членом комитета ГД по бюджету, налогам, банкам и финансам.
В апреле 1996 года Гамидов сложил с себя депутатские полномочия в связи назначением министром финансов Республики Дагестан.
Активно занимался общественной деятельностью, по его инициативе был организован благотворительный «Исламский фонд», он являлся председателем Федерации бокса, и Федерации вольной борьбы Дагестана, а также, президентом футбольного клуба «Динамо» (город Махачкала). Является автором пособия «Банковское и кредитное дело».

### Гибель
Жизнь Гамидова трагически оборвалась в результате террористического акта. Это произошло в Махачкале 20 августа 1996 года в 09:15. В момент, когда Гамидов, в сопровождении охраны, поднимался по лестнице в здание Министерства финансов Республики Дагестан, была подорвана начинённая взрывчаткой автомашина ВАЗ-2106, припаркованная у крыльца здания. Мощность взрыва составила 8 кг в тротиловом эквиваленте. Взрыв разнёс «Жигули» на куски, и разбросал их в радиусе 150 метров. Гамид Гамидов погиб на месте происшествия. Вместе с ним погибли двое охранников и случайный прохожий, десятки людей получили ранения. Виновные не установлены по сей день.

## Семья
После смерти Гамидова министром финансов Республики Дагестан был назначен его младший брат Абдусамад Гамидов, который занимал эту должность до июля 2013 года, после чего был назначен Председателем правительства Республики Дагестан.
Летом 2000 года в Махачкале был похищен 8-летний сын Гамидова — Джамал. Джамал провёл в плену у похитителей свыше трёх лет. Был освобождён в декабре 2003 года.

## Память
В городе Каспийске, ежегодно проходит первенство Дагестана по вольной борьбе памяти Гамида Гамидова.
В 2008 году, в городе Хасавюрт открылся дворец спорта имени Гамида Гамидова.
В честь Гамидова названы:
- проспект Гамидова (бывший Кирова) в Махачкале. В месте, где ул. Батырая выходит к пр. Гамидова, недалеко от поворота на ул. Малыгина, был установлен памятный щит с надписью: "Махачкале - законность, порядок и благополучие! Гамид Гамидов".
- улица Гамидова (бывшая Оскара) в Избербаше.
- улица Гамидова в с. Сергокала Сергокалинского района.
- улица Гамидова в с.Леваши Левашинского района.
- Песня Памяти Гамидова в исполнении дагестанской певицы Кристины.

## Награды
- Орден Мужества (12 июля 1996 года) — за мужество и самоотверженность, проявленные при исполнении гражданского долга в условиях, сопряжённых с риском для жизни[8]